# Armleder
Ein Armleder bezeichnet einen Armschutz, der, entgegen seinem Namen, zwar meist aus Leder, jedoch auch oft aus Stein oder Plastik ist. Er beschützt die Innenseite des Armes, der den Bogen hält, vor unerwünschten Verletzungen durch die Sehne des Bogens.
Armschutzleder werden im modernen Armbrustsport zum Schutze vor Blutergüssen verwendet.

## Besondere Arten des Armleder
Armleder wurde weltweit genutzt und aus unterschiedlichsten Materialien hergestellt. So benutzten chinesische Bogenschützen wohl solche aus Bambus und Ölpapier hergestellte Armleder; teilweise auch solche aus alten Ärmeln.
In Burma hingegen wurden aus Holz hergestellte Armleder benutzt. Diese waren geschwungen geschnitzt und ermöglichten so einen Schutz des Armes.

## Historie des Armleders
Armschutzplatten sind bereits aus neolithischen Funden bekannt.